# Пати Херст
Патриша Кембел Херст (енгл. Patricia Campbell Hearst; 20. фебруар 1954) америчка је књижевница и глумица, наследница новинског магната Вилијама Рандолфа Херста, постала је позната 1974. године када ју је киднаповала терористичка група Симбиотичка армија, Symbionese Liberation Army (СЛА). Херстова је затим прихватила идеале за које се СЛА борила и затим с групом учествовала у криминалним и терористичким акцијама. Чланови СЛА су пљачкали банке и продавнице и убијали људе.
У септембру 1975. ухапшена је с другим члановима СЛА. Следила је затворска казна али је поново пуштена на слободу 1979. Удата је за свог бившег телохранитеља и има две ћерке. Породица живи у Конектикату.